# Koumondè
Koumondé est un village de la région de la Kara dans la préfecture d’Assoli, au Togo.

## Jumelage
La commune est jumelée depuis 1988 avec Saint-Jean-d'Angély.